# Harvey Fletcher
Harvey Fletcher (Provo, 11 de setembro de 1884 – Provo, 23 de julho de 1981) foi um físico estadunidense, conhecido como  "pai do som estereofônico". Suas contribuições foram diversas como acústica, medicina, fala, engenharia elétrica, física atômica, educação e imagens sonoras, sendo o responsável pela invenção do audiômetro 2-A.

## Trabalho de graduação
Em meados de 1911, Harvey Fletcher foi o primeiro estudante de física a obter um PhD summa cum laude da Universidade de Chicago . Sua pesquisa de dissertação foi sobre métodos para determinar a carga de um elétron. Isso incluiu o experimento da gota de óleo comumente atribuído a seu conselheiro e colaborador, Robert Andrews Millikan. Millikan recebeu o crédito exclusivo, em troca de Fletcher reivindicar a autoria completa em um resultado relacionado para sua dissertação. As contribuições de Fletcher foram orientadas para os detalhes, mas ainda contribuíram para o experimento bem-sucedido, no qual ele incorporou, entre outras coisas, a experiência com lanternas de projeção . Millikan acabou ganhando o Prêmio Nobel de Física de 1923, em parte por este trabalho, e Fletcher manteve o acordo em segredo até sua morte.
Após ter concluído seu doutorado, ele voltou para a Brigham Young University (BYU), onde se tornou o chefe do departamento de física. Ele serviu nesta posição de 1911 até meados de 1916. Fletcher deixou o cargo de chefia da universidade para trabalhar na Western Electric , estabelecendo-se como pesquisador. Ele ingressou no Departamento de Pesquisa da Equipe de Engenharia da Bell Telephone Laboratories, onde encontrou grande interesse na física do som (ciência acústica) . Ele trabalhou lá de 1933 a 1949, quando se tornou professor de engenharia elétrica na Universidade de Columbia de 1949 a 1952. Ele retornou à BYU em 1952 para ser o Diretor de Pesquisa. Serviu nessa função, além de ser o primeiro reitor da nova Faculdade de Física e Ciências da Engenharia até 1958.

## Honras
Em 1924, Fletcher foi premiado com a Medalha Louis E. Levy do Instituto Franklin pelas medições físicas de audição. Foi o primeiro presidente da Acoustical Society of America (1929–31). Em 1937, foi eleito vice-presidente do Associação Americana para o Avanço da Ciência. Também era membro da National Academy of Sciences e foi membro do National Hearing Division Committee of Medical Sciences. Recebeu o prêmio Progress Medal Award da American Academy of Motion Pictures, em Hollywood. Por oito anos atuou como Conselheiro Nacional da Fundação de Pesquisa da Universidade do Estado de Ohio. Em 1949, Fletcher foi eleito membro honorário da Acoustical Society of America, sendo a segunda pessoa a receber essa homenagem, depois de Thomas Edison, 20 anos antes. Ele foi presidente da American Society for Hard of Hearing, membro honorário da American Otological Society e da Audio Engineering Society.
Em 2010, Fletcher foi homenageado pela BYU como reitor fundador de sua Faculdade de Engenharia . Em 23 de abril de 2016, Fletcher recebeu um prêmio técnico póstumo do Grammy por suas pesquisas e invenções relacionadas ao som estereofônico .

## Vida pessoal
A primeira esposa desse conceituado físico se chamava Lorena Chipman, premiada como "a mãe do ano", em 1965. Dois anos mais tarde, ela acabou falecendo. Justos tiveram 7 filhos (Phyllis, Steve, Charles, James, Robert, Harvey Junior e Paul).
Um tempo após a morte da primeira esposa, Harvey se casou com a irmã de Lorena, uma mulher chamada Fern Chipman Eyring, cujo marido, Carl Eyring, faleceu como um jovem cientista. Harvey era membro devoto da The Church of Jesus Christ of Latter-day Saints e foi casado com Fern por 12 anos, até a sua morte em 23 de julho de 1981, vítima de um derrame.